# Li Zicheng (friidrottare)
Li Zicheng, född 10 april 1990, är en friidrottare från Kina. Han deltog vid olympiska sommarspelen 2012.